# 오키나와섬
오키나와섬(沖縄島 오키나와지마[*], 오키나와어: ウチナー 우치나) 또는 오키나와 본섬(沖縄本島 오키나와혼토[*])은 동중국해와 태평양 사이에 위치한 일본 남서부의 류큐 열도를 구성하는 약 190개의 섬 중 가장 큰 섬이며, 네개의 본섬을 제외하면 일본에서 면적이 가장 넓은 섬이다. 류큐 열도의 인구 약 155만 명 중 약 120만 명이 오키나와섬에 집중되어 있다. '동양의 하와이'라는 별명으로도 불린다.

## 역사
오키나와는 원래 류큐국(琉球王國)이란 독립국이었다.
류큐국 성립 전에는 오키나와섬의 중부, 남부, 북부에 각각 츄잔, 난잔, 호쿠잔의 3개 나라로 구분되었고(13c~14c), 이를 츄잔이 통일하였다.
류큐국은 일본, 조선, 중국과 대만 등 동남아시아 국가들과 밀접한 무역을 통해 번성했고, 중국에 조공을 바쳤다. 1609년에 일본 가고시마의 사쓰마국이 침공하여 정복했다. 류큐국은 사쓰마에게도 조공을 바치게 되었고, 이로 인해 중국과 일본 토쿠가와 막부 양쪽과의 관계에 문제가 생기게 되었다. 하지만 사쓰마의 지배력은 이후에도 계속 미쳤다. 류큐국은 1872년에 일본의 식민지로 병합되었다.
제2차 세계 대전 막바지인 1945년에 오키나와는 미군에 의해 점령되었고, 이후 27년간 미국에 의해 통치됐다. 이 기간 동안 미군은 오키나와에 군사기지를 건설하였고 현재까지 운영하고 있다. 1972년 5월 15일에 오키나와는 다시 일본 영토가 되었다. 미군정 시절에는 차량이 우측통행이었으나 일본에 반환되면서 좌측통행이 되었다.

## 지역
섬은 중부(4시 6정·촌, 629,000명), 남부(4시 3정, 575,000명), 북부(1시 8정·촌, 122,000명)의 3개 지역으로 나눌 수 있다.
북부 지역이 섬 면적의 5분의 3을 자치하나, 남부의 나하시(31만7천 명)와 중부의 오키나와시(14만1천 명)를 중심으로 한 중·남부권에 섬 인구의 91%(오키나와현 전체 인구의 82.8%)인 120만 명이 밀집해 거주한다.

### 중부
- 오키나와시
- 우라소에시
- 기노완시
- 우루마시
- 나카가미군
  - 요미탄촌 - 가데나정 - 자탄정 - 기타나카구스쿠촌 - 나카구스쿠촌 - 니시하라정

### 남부
- 나하시
- 도미구스쿠시
- 이토만시
- 난조시
- 시마지리군
  - 하에바루정 - 요나바루정 - 야에세정

### 북부
- 나고시
- 구니가미군
  - 구니가미촌 - 오기미촌 - 히가시촌 - 모토부정 - 나키진촌 - 온나촌 - 기노자촌 - 긴정

## 기후
오키나와의 기온은 최고 33도에서 최저 9도이다. 온난 습윤 기후에다 아열대 기후, 긴 여름 날씨로 인해 4월부터 10월 하순까지 물놀이를 즐기는 것이 가능하다. 이 때문에 세계 각국에서 관광객들이 많이 찾으며, 직항 노선도 많다. 특히 6월에서 8월 사이에는 대한민국, 중국, 홍콩, 대만, 호주 등에서 가족 단위의 관광객들이 많이 찾는다. 온난한 기후 덕에 커피, 바나나, 파인애플, 파파야, 멜론, 망고, 사탕수수 등도 재배된다.
| 나하시의 기후                                                | 나하시의 기후 | 나하시의 기후 | 나하시의 기후 | 나하시의 기후 | 나하시의 기후 | 나하시의 기후 | 나하시의 기후 | 나하시의 기후 | 나하시의 기후 | 나하시의 기후 | 나하시의 기후 | 나하시의 기후 | 나하시의 기후 |
| 월                                                           | 1월           | 2월           | 3월           | 4월           | 5월           | 6월           | 7월           | 8월           | 9월           | 10월          | 11월          | 12월          | 연간          |
| ------------------------------------------------------------ | ------------- | ------------- | ------------- | ------------- | ------------- | ------------- | ------------- | ------------- | ------------- | ------------- | ------------- | ------------- | ------------- |
| 역대 최고 기온 °C (°F)                                       | 27.0 (80.6)   | 27.1 (80.8)   | 28.2 (82.8)   | 30.6 (87.1)   | 32.0 (89.6)   | 34.3 (93.7)   | 35.5 (95.9)   | 35.6 (96.1)   | 34.6 (94.3)   | 33.0 (91.4)   | 31.6 (88.9)   | 29.4 (84.9)   | 35.6 (96.1)   |
| 일평균 최고 기온 °C (°F)                                     | 19.8 (67.6)   | 20.2 (68.4)   | 21.9 (71.4)   | 24.3 (75.7)   | 27.0 (80.6)   | 29.8 (85.6)   | 31.9 (89.4)   | 31.8 (89.2)   | 30.6 (87.1)   | 28.1 (82.6)   | 25.0 (77.0)   | 21.5 (70.7)   | 26.0 (78.8)   |
| 일일 평균 기온 °C (°F)                                       | 17.3 (63.1)   | 17.5 (63.5)   | 19.1 (66.4)   | 21.5 (70.7)   | 24.2 (75.6)   | 27.2 (81.0)   | 29.1 (84.4)   | 29.0 (84.2)   | 27.9 (82.2)   | 25.5 (77.9)   | 22.5 (72.5)   | 19.0 (66.2)   | 23.3 (73.9)   |
| 일평균 최저 기온 °C (°F)                                     | 14.9 (58.8)   | 15.1 (59.2)   | 16.7 (62.1)   | 19.1 (66.4)   | 22.1 (71.8)   | 25.2 (77.4)   | 27.0 (80.6)   | 26.8 (80.2)   | 25.8 (78.4)   | 23.5 (74.3)   | 20.4 (68.7)   | 16.8 (62.2)   | 21.1 (70.0)   |
| 역대 최저 기온 °C (°F)                                       | 6.1 (43.0)    | 4.9 (40.8)    | 6.3 (43.3)    | 8.7 (47.7)    | 11.0 (51.8)   | 14.8 (58.6)   | 20.8 (69.4)   | 20.7 (69.3)   | 17.0 (62.6)   | 14.8 (58.6)   | 8.6 (47.5)    | 6.8 (44.2)    | 4.9 (40.8)    |
| 평균 강수량 mm (인치)                                        | 101.6 (4.00)  | 114.5 (4.51)  | 142.8 (5.62)  | 161.0 (6.34)  | 245.3 (9.66)  | 284.4 (11.20) | 188.1 (7.41)  | 240.0 (9.45)  | 275.2 (10.83) | 179.2 (7.06)  | 119.1 (4.69)  | 110.0 (4.33)  | 2,161 (85.08) |
| 평균 강수일수 (≥ 0.5 mm)                                     | 12.2          | 11.3          | 12.6          | 11.6          | 13.1          | 12.4          | 11.0          | 13.9          | 13.3          | 10.6          | 9.6           | 10.7          | 142.0         |
| 평균 상대 습도 (%)                                           | 66            | 69            | 71            | 75            | 78            | 83            | 78            | 78            | 75            | 72            | 69            | 67            | 73            |
| 평균 월간 일조시간                                           | 93.1          | 93.1          | 115.3         | 120.9         | 138.2         | 159.5         | 227.0         | 206.3         | 181.3         | 163.3         | 121.7         | 107.4         | 1,727.1       |
| 출처: 일본 기상청 (평년값: 1991년~2020년, 극값: 1890년~현재) |               |               |               |               |               |               |               |               |               |               |               |               |               |

## 미군 기지

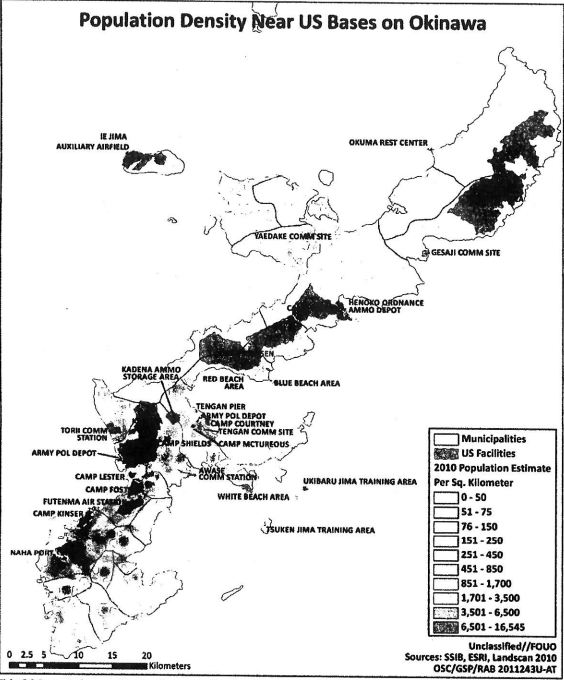
오키나와의 미군기지들

오키나와에는 동북아 최대 미공군기지인 가데나 공군기지(Kadena Air Base)와 후텐마 미 해병대 기지(MCAS Futenma), 요미탄 보조비행장, 화이트 비치 훈련장, 나하 군항, 마키미나토 보급기지, 헤노코 탄약창기지, 북부 훈련장, 카데나 탄약창기지가 있다.
오키나와에는 일본 내 미군 기지의 75%가 들어서 있다. 오키나와 섬의 20%가 미군 기지이다. 여러 가지 사건으로 인하여 오키나와 주민들은 미군 기지를 철수하라고 주장하고 있다. 이에 일본 영토인 오키나와에 주둔하고 있는 미 해병 8천명이 2014년까지 미국 영토인 괌으로 재배치 될 예정이다. 괌에 새로운 기지를 세우는 비용의 60%인 60억달러를 일본이 지불하기로 하였다.
섬은 조선민주주의인민공화국의 평양에서 남쪽으로 1,400 km 정도 떨어져 있다. 반면에, 미국 영토인 괌에서 평양까지는 직선거리로 약 3,400 km이다. 이러한 지리적 이점 때문에 한반도의 유사시에 미 해병대의 비행기 300여 대(공중 급유기 21대와 해병대 전투기, 공격기 등 280여 대)가 후텐마 기지에 배치되어 작전을 전개하게 된다.

## 교통

### 공항

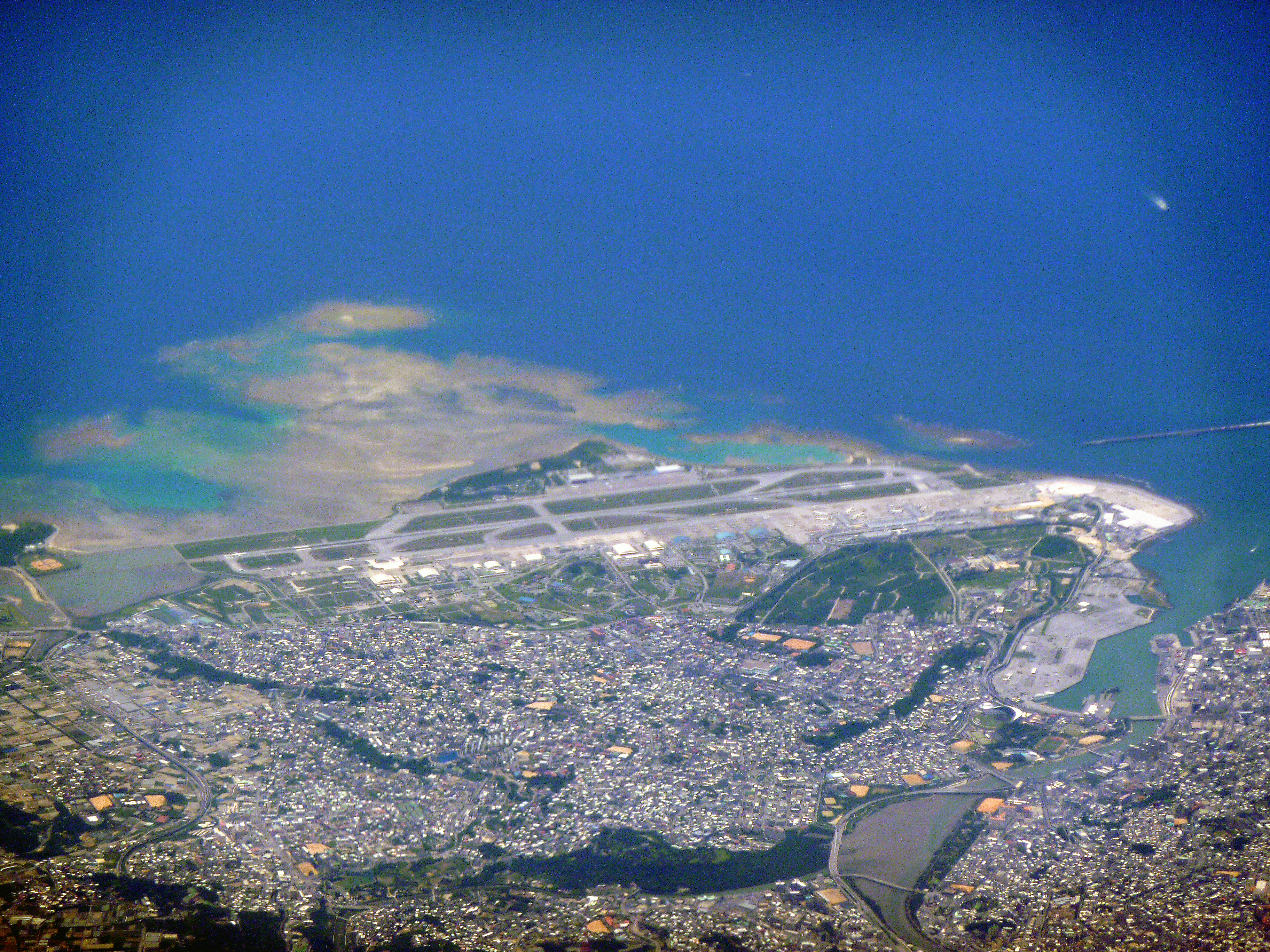
나하 공항 (2010)

나하 공항은 류큐 열도의 주요 교통 중심지이자 지역 물류에 있어 점점 더 큰 역할을 담당하고 있다. 전일본공수는 2009년 공항에 화물 허브를 개설하여 일본과 다른 아시아 국가 간의 야간 화물 서비스를 제공하였다.

### 모노레일

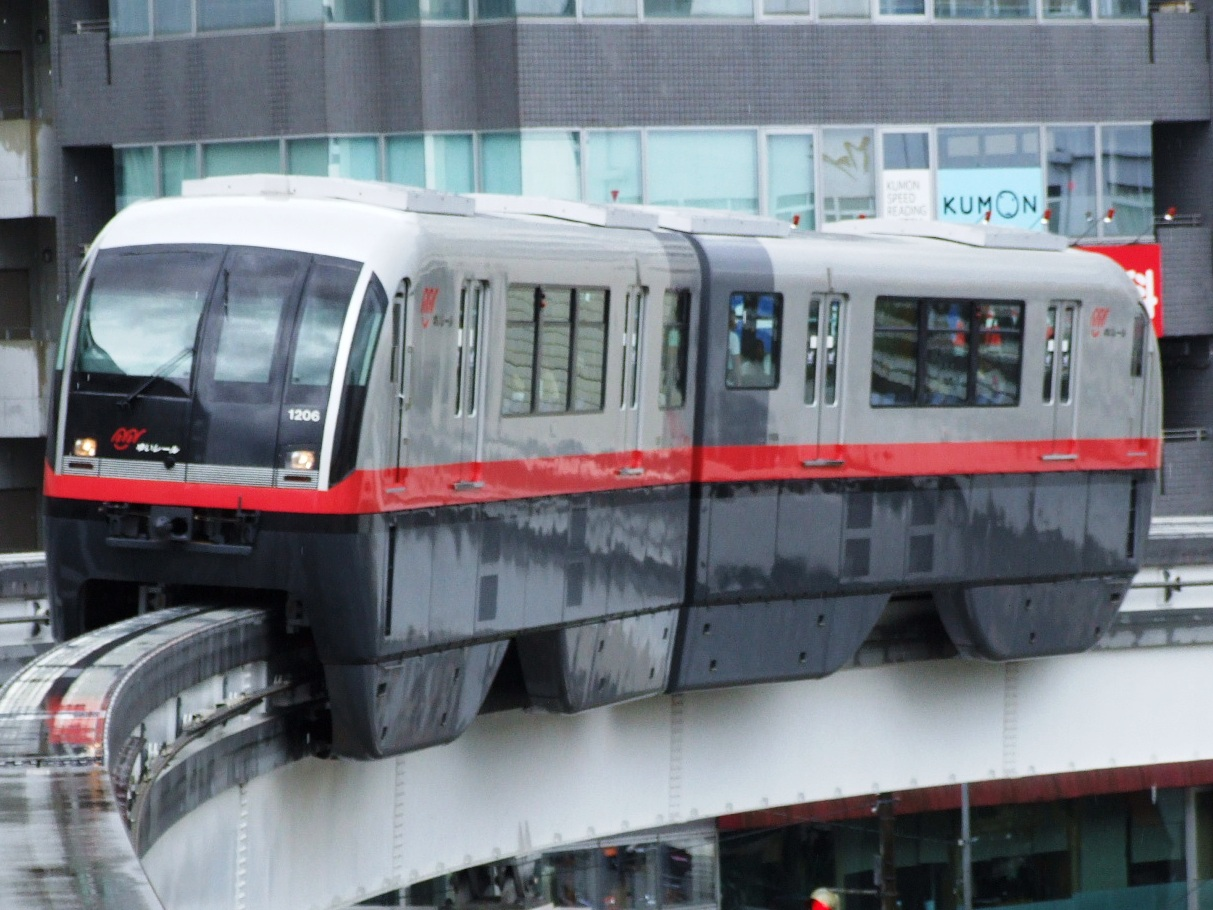
오키나와 도시 모노레일선

오키나와 도시 모노레일선(유이 레일)은 나하 공항에서 일본 최남단에 위치한 아카미네 역까지 운행하는 철도 노선으로, 최종 목적지인 다다코우라니시 역(우라소에 역)까지 운행한다.

### 버스
도요 버스, 류큐 버스 코츠, 나하 버스, 오키나와 버스 등 여러 버스 회사가 있다.

### 도로
오키나와 고속도로는 나하에서 나고시까지 이어지는 유료 도로로, 제한속도는 80km/h(50mph)로 섬에서 가장 높다.

### 배
이에섬과 같은 인근 섬들로 가는 배가 많이 있다. 나하시의 토마린 항구에는 아구니섬, 도카시키섬, 자마미섬과 같은 주변 섬들로 가는 페리가 있다.

## 같이 보기
- 류큐민족
- 오키나와 전투
- 나하 공항
- 오키나와어
- 류큐의 역사